# Attaques du Sanmatenga
Les attaques du Sanmatenga  se sont produites le 8 septembre 2019 dans la province du Sandbondtenga, au Burkina Faso. Dans le département de Barsalogho, un véhicule transportant des personnes et des marchandises, qui revenait d'un marché, a roulé sur un engin explosif improvisé (EEI). 15 passagers ont été tués et six ont été blessés dans l'attaque de l'IED. La plupart des victimes étaient des commerçants. Parallèlement, à une cinquantaine de kilomètres à l'est, un convoi de camionnettes transportant des provisions pour les personnes déplacées par les combats a été attaqué par des hommes armés. Au cours de cette attaque, 14 personnes ont été tuées. On ne sait pas qui a perpétré ces attaques,,,.

## Contexte
Au lendemain de la guerre civile libyenne de 2011, les attaques de militants ont augmenté en raison d'un afflux important d'armes et de combattants dans la région,. Le Mali voisin a été confronté à un conflit dans l' zawad qui menaçait de diviser le pays.
Le Burkina Faso a également été confronté à un soulèvement en 2014 qui a conduit à la chute du président Blaise Compaoré plus tard dans l'année. Le Burkina Faso est membre du Partenariat transsaharien de lutte contre le terrorisme et son engagement dans les troupes de maintien de la paix au Mali et au Soudan en a fait une cible pour les extrémistes de la région. Jusqu'en 2015, le Burkina Faso est resté épargné par la violence, malgré les événements violents survenus dans les pays voisins du nord, le Mali et le Niger.
Depuis lors, des groupes djihadistes liés à Al-Qaïda et à l'État islamique ont commencé à s'infiltrer dans le pays à partir des frontières septentrionales, puis des frontières orientales. Ces infiltrations ont également mis en danger les frontières sud et ouest. Depuis 2015, le Burkina Faso est confronté à des attaques transfrontalières et à des raids sporadiques sur son territoire, résultat de l'instabilité et des troubles dans les pays voisins.
Plusieurs attaques majeures ont eu lieu dans la capitale Ouagadougou ces dernières années : En 2016, des attaques contre un hôtel et un restaurant ont tué 30 personnes, dont des étrangers ; et en 2017, des attaques similaires ont tué 19 personnes, dont des étrangers. Ces deux attaques ont été menées par Al-Qaïda au Maghreb islamique. Le 2 mars 2018, au moins huit militants lourdement armés ont lancé un assaut sur des sites clés de Ouagadougou, la capitale du Burkina Faso. Les cibles comprenaient l'ambassade de France et le quartier général de l'armée du Burkina Faso. 16 personnes, dont les huit assaillants, ont trouvé la mort dans cet incident qui a fait 85 blessés.
En 2019, les tensions ethniques et religieuses ont commencé en raison de l'insurrection islamiste au Burkina Faso. L'effet a été plus important dans les régions du nord du Burkina Faso limitrophes du Mali. Selon une dépêche de l'AFP, les insurgés ont combiné les tactiques de guérilla de type "hit-and-run" avec les mines terrestres et les attentats-suicides sur les routes. Grâce à ces tactiques, les insurgés ont tué environ 600 personnes. Toutefois, les groupes de la société civile estiment que le nombre de victimes est supérieur à 1 000. Selon l'AFP, les violences ont entraîné le déplacement d'environ 300 000 personnes et la fermeture d'environ 3 000 écoles. L'économie du pays est essentiellement rurale et les effets de la violence se font de plus en plus sentir sur l'économie. Les violences ont perturbé le commerce et les marchés.

## Attaques
Les attaques ont eu lieu le 8 septembre 2019 dans la province du Sanmatenga, au Burkina Faso. Dans le département de Barsalogho, un véhicule transportant des personnes et des marchandises, qui revenait d'un marché, a roulé sur un engin explosif improvisé (EEI). 15 passagers ont été tués et six ont été blessés dans l'attaque IED. La plupart des victimes étaient des commerçants. Pendant ce temps, environ 50 km à l'est, un convoi de camionnettes transportant des vivres pour les personnes déplacées par les combats a été attaqué par des hommes armés. Dans cette attaque, 14 personnes ont été tuées. On ne sait pas qui a mené ces attaques,,,.

## Conséquences
Un responsable militaire a déclaré que des renforts ont été déployés après les attentats et que tous les efforts seront faits "pour garantir que les convois humanitaires dans les zones touchées par les attaques terroristes soient sous escorte de sécurité.